# قوزلو (بستان‌آباد)
قوزوللو یکی از روستاهای استان آذربایجان شرقی است که در دهستان اوجان شرقی بخش تیکمه‌داش شهرستان بستان‌آباد واقع شده‌است.این روستا ۲۶۲ نفر جمعیت دارد.

## فعالیت
عمده فعالیت مردم این روستا کشاورزی، دامداری و قالی بافی است.